# Mordellistena cairnsensis
Mordellistena cairnsensis es una especie de coleóptero de la familia Mordellidae.

## Distribución geográfica
Habita en  Australia.